# Меон (философия)
Меон — категория философии, обозначающая одну из разновидностей неоформленного бытия, чистой потенции.
Сам термин имеет греческое происхождение (др.-греч. μὴ ὄν) и восходит к древнегреческой философии, меон обозначал одну из разновидностей небытия, чистую потенцию. Термином пользовались досократики, затем софисты, его использовали Платон и Аристотель в разработке понятия материи.
Этим термином пользовались также неоплатоники. Греческая приставка ме- означает отрицание, однако она противопоставляется другим греческим приставкам отрицания а- (как в слове атеизм, см. альфа привативум) и у(к)- (как в слове утопия). Корень «он» означает сущее (как в слове онтология, палеонтология).
В философии Сергия Булгакова меон отождествляется с Богом в модусе его изначальной трансцендентности (сокровенности, неявленности) и безличности, аналогичным каббалистическому Эйн соф. От меона производно прилагательное «меональный» (например, «меональная ночь небытия»). Сергий Булгаков противопоставляет меон укону (греч. οὐκ ὄν)— «бесплодному, стерильному, парменидовскому ничто». Меон в данном контексте оказывается Сверхбытием, аналогом категорий дао и нирвана.
До Булгакова в русской философии понятие меона разрабатывал Николай Минский, который сформулировал целое учение «меонизм», впервые — в своем трактате «При свете совести: мысли и мечты о цели жизни» (1880). Меоны бывают пространственными (атом и Вселенная), временными (мгновение и вечность) или представляют собой некоторые категории (абсолютное бытие, бескорыстная любовь, неограниченное знание, свободная воля и т. д.). Все меоны сливаются в понятии о Едином. Это Единое (Бог) решается на акт самопожертвования и добровольно уходит в небытие (становится несуществующим, меоном), позволяя существовать нашему миру. Постигаются меоны через явления. В дальнейшем за категорией меонального закрепилось значение «чистой потенциальности, отсутствие актуальной воплощенности».
В философии имяславия (и у Алексея Лосева) меон, напротив, связан не с Богом, а с материей. Меонизация тождественна материализации, а «меоническое» (временное) противостоит эоническому (вечному).